# Giovanni Pilato
Giovanni Pilato est un biologiste italien affilié à l'Université de Catane, spécialisé en zoologie et taxonomie. Un de ses domaines d'expertise est les tardigrades.

## Œuvres
- Descrizione di Hexapodobius bindae n. sp. e discussione sulla famiglia Calohypsibiidae (Eutardigrada). Animalia (Catania), (1983) vol. 9 , no. 1-3: 213–226.
- Revision of the genus Diphascon Plate, 1889, with remarks on the subfamily Itaquasconinae (Eutardigrada, Hypsobiidae). Biology of Tardigrades: Proceedings of the 4th International Symposium on the Tardigrada, Modena, September 3-5, 1985: 337–357.
- Astatumen, a new genus of the Eutardigrada (Hypsibiidae, Itaquasconinae). Entomologische Mitteilungen aus dem Zoologischen Museum Hamburg, (1997) vol. 12 , no. 156: 205–208.
- Itaquascon unguiculum and Itaquascon cambewarrense: two new species of eutardigrades from Australia. New Zealand Journal of Zoology (2002), vol. 29 , no. 2: 87–93.
- An opinion on the genus Fujiscon Ito, 1991 (Eutardigrada, Hypsibiidae). Zootaxa (2003), vol. 306: 1–6.
- Haplomacrobiotus utahensis new species of Calohypsibiidae (Eutardigrada) from North America. Zootaxa (2005), issue 879: 1–7.
- Three new species of eutardigrades from the Seychelles. New Zealand Journal of Zoology (2006), vol. 33 , no. 1: 39–48.
- First record of Tardigrada from São Tomé (Gulf of Guinea, Western Equatorial Africa) and description of Pseudechiniscus santomensis sp. nov. (Heterotardigrada: Echiniscidae). Zootaxa (2010), 2564: 31–42.
- 2015: Two new freshwater eutardigrade species from Sicily. (2015) Zootaxa 3918(2): 273–284
- Eremobiotus ginevrae sp. nov. and Paramacrobiotus pius sp. nov., two new species of Eutardigrada. (2016) Zootaxa 4103(1): 344–360
- Milnesium minutum and Milnesium sandrae, two new species of Milnesiidae (Tardigrada, Eutardigrada, Apochela). (2016) ZooKeys 580: 1–12
- Two new species of Milnesium (Tardigrada: Milnesiidae). (2016) Zootaxa 4132(4): 575–587
- Two new species of Eutardigrada from Victoria Land, Antarctica. (2017) Zootaxa 4317(3): 541–558.